# Arthrophytum iliense
Arthrophytum iliense är en amarantväxtart som beskrevs av Modest Mikhaĭlovich Iljin. Arthrophytum iliense ingår i släktet Arthrophytum och familjen amarantväxter. Inga underarter finns listade i Catalogue of Life.